# سوزوکی جی‌اس‌ایکس-آر۱۱۰۰
سوزوکی جی‌اس‌ایکس-آر۱۱۰۰ (به انگلیسی: Suzuki GSX-R1100) یک موتورسیکلت ژاپنی در کلاس موتور اسپرت با انجین ۱۰۷۴ سی‌سی موتور چهارسیلندر خطی و قدرت ۱۵۵ اسب بخار که بین سال‌های ۱۹۸۶ تا ۱۹۹۸ توسط کمپانی سوزوکی تولید می‌شد.

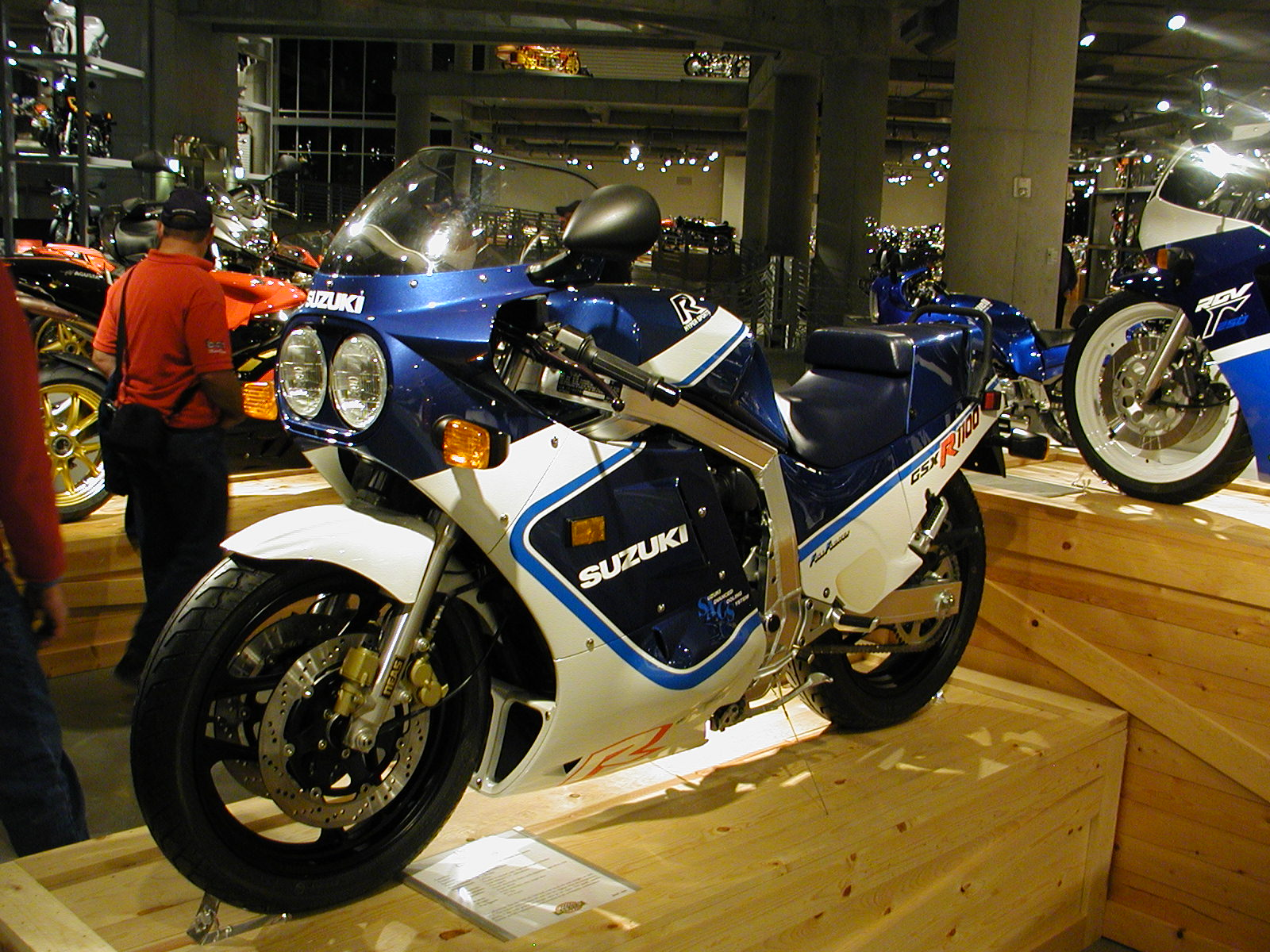
مدل ۱۹۸۷